# Gunslinger (album)
Gunslinger è l'undicesimo album in studio del cantante di musica country statunitense Garth Brooks, pubblicato il 25 novembre 2016 dalla Pearl Records.

## Tracce
1. Honky-Tonk Somewhere – 2:25
2. Weekend – 2:40
3. Ask Me How I Know – 3:34
4. Baby, Let's Lay Down and Dance – 3:10
5. He Really Loves You – 4:00
6. Pure Adrenaline – 3:49
7. Whiskey to Wine (featuring Trisha Yearwood) – 4:13
8. BANG! BANG! – 3:10
9. Cowboys and Friends – 3:14
10. 8teen – 4:49